# 埃爾巴列德安通

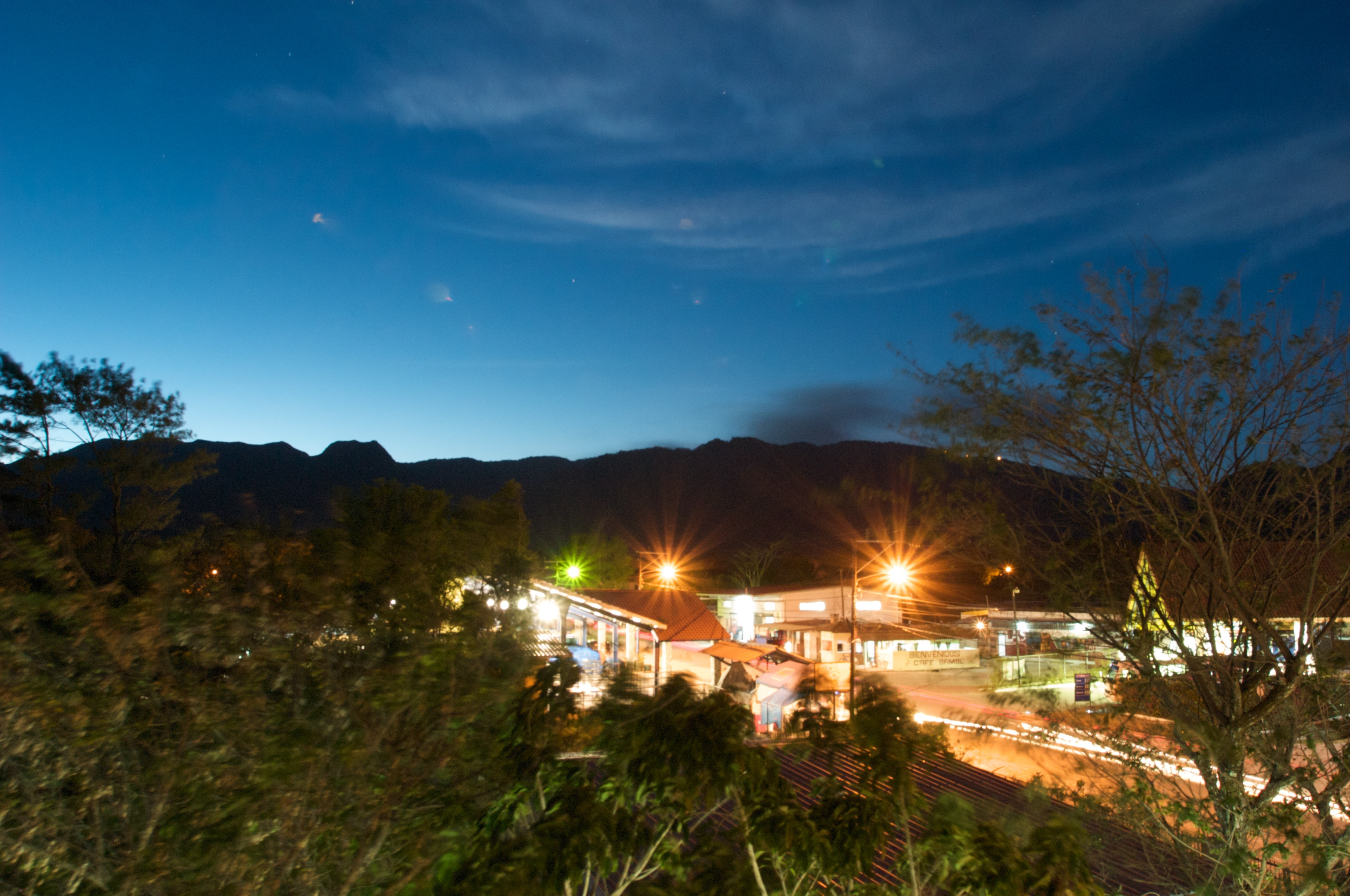
埃爾巴列德安通

埃爾巴列德安通（西班牙語：El Valle de Antón），是巴拿馬的城鎮，位於該國中部，由科克萊省的安通區負責管轄，面積34.8平方公里，海拔高度588米，2010年人口7,602，人口密度每平方公里218.4人。